# Piétonnier de Liège
Le piétonnier de Liège, avec une soixantaine de rues et ses 6 km, est le plus grand piétonnier de la Région wallonne et de l'Eurégio Meuse-Rhin et le plus vieux de Belgique.
Depuis 1965, le piétonnier s'est progressivement agrandi par phase au fur et à mesure du temps pour s'étendre sur une grande partie de l'hypercentre liégeois. Il continue encore de s'agrandir avec l'ajout de la rue de la Casquette inaugurée le 12 décembre 2014.

## Historique
Le premier piétonnier commercial de Liège, le Passage Lemonnier, date de 1839 mais la première transformation d'une rue commerciale liégeoise accessible à l'automobile en axe piétonnier est la rue Neuvice en 1965. Cela fait du piétonnier liégeois le plus vieux de Belgique.
Avant 1970, seules les rues Neuvice et Gérardrie étaient piétonnes. Dans les années 1970, c'est le quartier latin qui va voir aménager ses premières rues piétonnes autour de la place de la Cathédrale. Une zone piétonne est établie de l'opéra aux Chiroux : une partie de la rue des Dominicains (entre la rue Georges-Clemenceau et Vinâve d'Île), Vinâve d'Île, une partie de la place de la Cathédrale, rue Saint-Paul et la place des Carmes. L'axe perpendiculaire à ce dernier allant de la place de la République française au boulevard de la Sauvenière est également piétonnisé : rue Pont d'Île et rue du Pot d'Or. À la même époque, la rue Pont d'Avroy, la rue Lulay-des-Fèbvres, la rue Bonne Fortune et la rue Sœurs-de-Hasque sont aménagées.
Dans les années 1980, la rue Souverain-Pont et les perpendiculaires de la rue du Pot d'Or (rue Saint-Adalbert, rue du Mouton Blanc, rue Saint-Jean-en-Isle, rue d'Amay, rue des Célestines et rue Tête-de-Bœuf) sont piétonnisées.
Après une longue période d'accalmie (1982 – 1995) qui correspond à une baisse de moyens communaux, le réseau piétonnier liégeois reprend vigueur à la faveur du renouveau du quartier Saint-Lambert. L'ensemble de l'îlot Saint-Michel est construit autour de voiries piétonnes inaugurées en 1999 : rue Saint-Michel, place Saint-Michel, rue de la Populaire et rue de l'Official.
Durant ces années 1990, les rues Lombard et Chapelle-des-Clercs, adjacentes de la rue Souverain Pont, déjà piétonne, sont aménagées tout comme la place du Marché, une partie de la place Saint-Lambert et la rue de l'Épée.
Dans les années 2000, avec l'inauguration des galeries Saint-Lambert, c'est au tour de la rue de la Wache et de la place Saint-Étienne avec les rues Saint-Denis et Lambert Lombard d'être aménagées pour les piétons. La rue de la Goffe est également transformée. En 2008, à la suite de la rénovation de la collégiale Saint-Barthélemy, ce sont les place et rue Saint-Barthélemy ainsi que la rue des Brasseurs d'être réservées aux piétons.
Avec les années 2010, c'est d'abord la rue Saint-Remy qui rejoint le piétonnier en 2010 avant d'être suivie des rues de la Casquette, du Diamant et Sébastien Laruelle en 2014.
Entre 2008 et 2017, le piétonnier a gagné 1 km pour atteindre 6 km en passant de 47 à 60 rues.
Fin juin 2020, la portion de la rue de la Cathédrale située entre la rue de l'Université et la place de la cathédrale ainsi que la partie autour de la place jusqu'à la rue Tournant-Saint-Paul sont intégrées au piétonnier.
En décembre 2023, dans le cadre de l'avancement du chantier du tram, la Ville de Liège confère le statut de piétonnier à plusieurs artères : 
- Esplanade des Guillemins (de la gare vers la rue Paradis, jusqu'à l'avenue Blonden),
- la continuité du parvis de l’Opéra jusqu'à la place Saint-Lambert (cette dernière comprise jusqu’à l’axe de la N3),
- Rue de Bex
- Place du Marché
- Féronstrée
- Rue de la Cité

## Futur
En mai 2017, le collège communal annonce que le piétonnier qui a gagné 1 km en 9 ans devrait presque doubler pour atteindre les 12 km à l'horizon 2022 avec l'arrivée du tram.
Dans le quartier de l'opéra, une grande partie de la place de l'Opéra, la rue Joffre, la place de la République française et la place Xavier Neujean sera entièrement piétonnisée. Il ne sera donc plus possible de rejoindre en voiture la place Saint-Lambert depuis l'opéra.
Dans le quartier Féronstrée et Hors-Château, la rue de Bex, la place du Marché, Féronstrée et la rue de la Cité, qui seront traversée par le tram, la rue du Pont, la rue des Mineurs et Potiérue agrandiront également le piétonnier. La rue de la Madeleine est aussi une candidate potentielle.
La piétonnisation des places du XX août et Cockerill sont également à l'étude.

## Impact économique
En 2016, un tiers des commerces de l'hypercentre est situé dans le piétonnier, ce qui représente plus de 600 commerces. Le piétonnier peut être considéré comme le plus grand centre commercial de Belgique
.

## Listes des rues piétonnières

### Hypercentre
| Rue                     | Date         | Longueur (en mètre) | Géolocalisation                   |
| ----------------------- | ------------ | ------------------- | --------------------------------- |
| Rue Neuvice             | 1965         | 160                 | 50° 38′ 42,09″ N, 5° 34′ 36,83″ E |
| Rue Gérardrie           | 1967         | 90                  | 50° 38′ 39,62″ N, 5° 34′ 26,92″ E |
| Rue Saint-Gangulphe     | 1967         | 105                 | 50° 38′ 36,42″ N, 5° 34′ 23,43″ E |
| Rue Pont d'Île          | 1972         | 150                 | 50° 38′ 33,13″ N, 5° 34′ 17,71″ E |
| Rue Lulay-des-Fèbvres   | 1972         | 125                 | 50° 38′ 31,42″ N, 5° 34′ 20,07″ E |
| Rue Saint-Paul          | 1974         | 150                 | 50° 38′ 24,09″ N, 5° 34′ 22,21″ E |
| Place des Carmes        | 1975         | 40                  | 50° 38′ 21,12″ N, 5° 34′ 24,84″ E |
| Vinâve d'Île            | 1976,        | 125                 | 50° 38′ 29,98″ N, 5° 34′ 15,97″ E |
| Rue des Dominicains     | 1976         | 95                  | 50° 38′ 33,25″ N, 5° 34′ 13,81″ E |
| Rue du Pot d'Or         | 1976 et 1979 | 250                 | 50° 38′ 29,65″ N, 5° 34′ 10,55″ E |
| Rue Sur-les-Foulons     | 1976         | 82                  | 50° 38′ 47,3″ N, 5° 34′ 53,3″ E   |
| Place de la Cathédrale  | 1978         | 70                  | 50° 38′ 27,15″ N, 5° 34′ 18,29″ E |
| Rue Bonne Fortune       | 1978         | 100                 | 50° 38′ 23,37″ N, 5° 34′ 19,84″ E |
| Rue Sœurs-de-Hasque     | 1978         | 120                 | 50° 38′ 25,62″ N, 5° 34′ 23,79″ E |
| Rue Pont d'Avroy        | 1979,        | 150                 | 50° 38′ 26,09″ N, 5° 34′ 11,71″ E |
| Bergerue                | 1979         | 100                 | 50° 38′ 32,38″ N, 5° 34′ 11,61″ E |
| Rue Saint-Jean-en-Isle  | 1980         | 105                 | 50° 38′ 30,35″ N, 5° 34′ 08,87″ E |
| Rue d'Amay              | 1980         | 100                 | 50° 38′ 27,8″ N, 5° 34′ 11,43″ E  |
| Rue des Célestines      | 1980         | 105                 | 50° 38′ 29,92″ N, 5° 34′ 06,32″ E |
| Rue Tête-de-Bœuf        | 1980         | 95                  | 50° 38′ 27,13″ N, 5° 34′ 09,5″ E  |
| Rue Saint-Adalbert      | 1987         | 105                 | 50° 38′ 31,54″ N, 5° 34′ 09,89″ E |
| Rue du Mouton Blanc     | 1987         | 105                 | 50° 38′ 28,53″ N, 5° 34′ 13,4″ E  |
| Place du Marché         | 1990         | 120                 | 50° 38′ 44,72″ N, 5° 34′ 33,28″ E |
| Rue Souverain-Pont      | 1990         | 120                 | 50° 38′ 38,9″ N, 5° 34′ 29,11″ E  |
| Rue Saint-Michel        | 1999         | 130                 | 50° 38′ 40,58″ N, 5° 34′ 18,43″ E |
| Place Saint-Michel      | 1999         | 85                  | 50° 38′ 41,83″ N, 5° 34′ 15,16″ E |
| Rue de la Populaire     | 1999         | 70                  | 50° 38′ 39,5″ N, 5° 34′ 17,29″ E  |
| Rue de l'Official       | 1999         | 145                 | 50° 38′ 43,09″ N, 5° 34′ 17,58″ E |
| Place Saint-Étienne     | 2005         | 50                  | 50° 38′ 36,98″ N, 5° 34′ 26,13″ E |
| Rue Saint-Denis         | 2005         | 70                  | 50° 38′ 36,17″ N, 5° 34′ 25,65″ E |
| Rue Lambert Lombard     | 2005         | 70                  | 50° 38′ 37,39″ N, 5° 34′ 27,12″ E |
| Place Saint-Barthélemy  | 2008         | 45                  | 50° 38′ 50,88″ N, 5° 34′ 57,51″ E |
| Rue Saint-Barthélemy    | 2008         | 50                  | 50° 38′ 52,36″ N, 5° 34′ 57,11″ E |
| Rue des Brasseurs       | 2008         | 145                 | 50° 38′ 50,45″ N, 5° 34′ 52,11″ E |
| Rue Saint-Remy          | 2010         | 135                 | 50° 38′ 19,84″ N, 5° 34′ 12,71″ E |
| Rue de la Casquette     | 2014         | 235                 | 50° 38′ 32,57″ N, 5° 34′ 07,3″ E  |
| Rue Sébastien Laruelle  | 2014         | 45                  | 50° 38′ 33,52″ N, 5° 34′ 07,36″ E |
| Rue du Diamant          | 2014         | 45                  | 50° 38′ 32,96″ N, 5° 34′ 05,7″ E  |
| Rue de la Cathédrale    | 2020         | 220                 | 50° 38′ 29,81″ N, 5° 34′ 21,05″ E |
| Place de la Cathédrale  | 2020         | 61                  | 50° 38′ 27,1″ N, 5° 34′ 17,24″ E  |
| Rue Matrognard          | 2022         | 74                  | 50° 38′ 32,94″ N, 5° 34′ 34,99″ E |
| Rue de Bex              | 2023         | 66                  | 50° 38′ 32,94″ N, 5° 34′ 34,99″ E |
| Place du Marché         | 2023         | 122                 | 50° 38′ 44,27″ N, 5° 34′ 33,55″ E |
| Féronstrée              | 2023         | 603                 | 50° 38′ 49,18″ N, 5° 34′ 52,92″ E |
| Rue de la Cité          | 2023         | 101                 | 50° 38′ 39,7″ N, 5° 34′ 39,44″ E  |
| Rue Barbe-d'Or          | N/A          | 75                  | 50° 38′ 43,99″ N, 5° 34′ 46,49″ E |
| Rue des Bénédictines    | N/A          | 185                 | 50° 38′ 19,31″ N, 5° 34′ 00,68″ E |
| Rue Chapelle-des-Clercs | N/A          | 55                  | 50° 38′ 37,23″ N, 5° 34′ 28,84″ E |
| Passage Charles Bury    | N/A          | 140                 | 50° 38′ 35,35″ N, 5° 34′ 00,77″ E |
| Rue de l'Épée           | N/A          | 40                  | 50° 38′ 42,34″ N, 5° 34′ 34,96″ E |
| Rue Saint-Georges       | N/A          | 95                  | 50° 38′ 46,96″ N, 5° 34′ 51,16″ E |
| Rue de la Goffe         | N/A          | 90                  | 50° 38′ 42,47″ N, 5° 34′ 41,41″ E |
| Rue de la Halle         | N/A          | 80                  | 50° 38′ 43,04″ N, 5° 34′ 42,51″ E |
| Place Saint-Lambert     | N/A          | 130                 | 50° 38′ 41,07″ N, 5° 34′ 25,32″ E |
| Rue Lombard             | N/A          | 50                  | 50° 38′ 38,87″ N, 5° 34′ 30,8″ E  |
| Rue de la Wache         | N/A          | 90                  | 50° 38′ 34,93″ N, 5° 34′ 23,99″ E |
|                         |              | Total : 6,28 km     |                                   |

### Autre
| Rue              | Date | Longueur (en mètre) | Quartier   | Géolocalisation                   |
| ---------------- | ---- | ------------------- | ---------- | --------------------------------- |
| Rue des Écoliers | N/A  | 75                  | Outremeuse | 50° 38′ 36,62″ N, 5° 34′ 53,88″ E |
| Rue des Grignoux | N/A  | 35                  | Outremeuse | 50° 38′ 22,06″ N, 5° 34′ 55,5″ E  |
| Rue Roture       | N/A  | 180                 | Outremeuse | 50° 38′ 22,87″ N, 5° 34′ 56,8″ E  |
|                  |      | Total : 0,29 km     |            |                                   |